# أندرو إيرل جونسون
أندرو إيرل جونسون (بالإنجليزية: Andrew E. Johnson) هو سياسي أمريكي، ولد في 12 يناير 1953 في جاكسونفيل في الولايات المتحدة. حزبياً، نشط في الحزب الديمقراطي. وقد انتخب عضو مجلس نواب فلوريدا.